# Епчели
Епчели (на гръцки: Καναδάς) е село в Западна Тракия, Гърция, дем Орестиада със 133 жители (2001).

## История
В XIX век Епчели е българско село в Чирменската кааза на Одринския вилает на Османската империя. Според „Етнография на вилаетите Адрианопол, Монастир и Салоника“, издадена в Константинопол в 1878 година и отразяваща статистиката на населението от 1873 година, Ипчели (Iptcheli) има 25 домакинства и 145 българи.